# Pasquale Bona
Pasquale Bona (Cerignola, 3 de novembro de 1808 — Milão, 2 de dezembro de 1878) foi um compositor e teórico musical italiano.
Em 1820 mudou-se para Palermo, para estudar música no Colégio Real de Spersi (agora Conservatório).
Em 1830 obteve um diploma de composição e canto. Em 1838 fixou-se definitivamente em Milão onde ensinou canto, teoria musical e teoria (desde 1838), e canto harmônico feminino (1851) e canto masculino (desde 1859) no Conservatório Real.
Foi professor de Amilcare Ponchielli, Arrigo Boito, e Franco e Alfredo Catalani. Foi amigo de Alessandro Manzoni, cuja música é coro de Adelchi na morte de Ermengarde Sparse le treccie morbide nas três composições dedicadas à comunhão. (Si, tu scendi ancor dal cielo, Ostia umil! - Sangue innocente, Sei mio, con Te respiro).
Escreveu diversas óperas, bem como sinfonias, música de câmara, canções de música sacra, peças para piano, cravo, violino e violoncelo.
Hoje, Pasquale Bona é lembrado especialmente nos métodos de ensino de leitura musical e numerosas coleções de solfejo. Seu método global de divisão (ainda em uso hoje na preparação para a leitura da música) educou gerações de estudantes para a correta leitura da música e para os conceitos que formam a base da teoria musical.

## Obras líricas
- Il Tutore e il Diavolo, libreto de Giovanni Schmidt (1832)
- I Luna e i Perollo, livreto de Giacomo Sacchero (1844)
- Don Carlo, livreto de Giorgio Giachetti (1847)
- Il Gladiatore, livreto de Francesco Guidi (1849)
- Vittoria, madre degli eserciti, livreto de Marco Marcelliano Marcello (1863)